# Armagh City, Banbridge and Craigavon
Armagh City, Banbridge and Craigavon är ett distrikt i Nordirland i Storbritannien. Huvudort är Craigavon. Distriktet bildades 2015 i samband med en distriktsreform genom en sammanslagning av distrikten Armagh, Banbridge och Craigavon.